# Sacilese Calcio
Maillots
L’Associazione Sportiva Dilettantistica Società Sportiva Sacilese, plus couramment abrégé en Sacilese Calcio, est un club italien de football fondé en 1920 et basé dans la ville de Sacile, dans la province de Pordenone (région de Frioul-Vénétie Julienne).
Il évolue actuellement en Serie D.
Le club joue ses matchs à domicile au Stade du 25 avril - Aldo Castenetto, doté de 2 600 places.

## Histoire
En 2010-2011, il a participé au groupe A de la Ligue Pro Deuxième division.

## Personnalités du club

### Présidents du club
- Vincenzo Lisetto

### Entraîneurs du club
| - Italo Gioro (? - 2004) - Giampietro Fantinel (2004 - 2005) - Gianfranco Borgato (2005 - 2007) - Stefano De Agostini (2007 - 2010) - Maurizio Costantini (2010 - 2011) | - Stefano Andretta (2011) - Gianni Bortoletto (2011) - Carmine Parlato (2011 - 2013) - Mauro Zironelli (2013 - 2015) - Carlo Marchetto (2015) | - Vinicio Bisioli (2015) - Pietro Siletti (2015 - 2016) - Gianluigi Zanusso (2016 - 2017) - Ezio Meneghin |